# Frank Hoyt Taylor
Frank Hoyt Taylor est un acteur.

## Filmographie

### Cinéma
- 1984 : La Rivière (The River) : Zemke
- 1987 : Matewan : Al Felts
- 1991 : True Colors : sén. Lockerby
- 1993 : Sommersby : K.K.K. #2
- 1995 : Once Upon a Time... When We Were Colored : Straw Boss
- 1995 : Other Voices, Other Rooms : Ed Sansom
- 1996 : Spirit Lost : Efrem
- 1996 : Les Fantômes du passé (Ghosts of Mississippi) : Dan Prince
- 1999 : Ciel d'octobre (October Sky) : Judge at Indy
- 2000 : 28 jours en sursis (28 Days) : Equine Therapist
- 2002 : Run Ronnie Run (en) de Troy Miller : Frank - "Fuzz" Cop
- 2003 : Coming Down the Mountain : Paul
- 2003 : Big Fish: La légende du gros poisson (Big Fish) : Sharecropper
- 2004 : Bobby Jones, naissance d'une légende (Bobby Jones: Stroke of Genius) : Reporter
- 2005 : Junebug : David Wark
- 2005 : Walk the Line : Passionate Preacher
- 2005 : Dreamer : Chairman
- 2006 : Les Chemins du triomphe (Glory Road) : Kentucky Booster
- 2010 : The Crazies : Jim Finley

### Télévision
- 1988 : Bluegrass (TV)
- 1991 : In a Child's Name (TV) : rév. John Hickman
- 1993 : Scattered Dreams (TV)
- 1994 : The Vernon Johns Story (TV) : chauffeur de bus
- 1994 : Christy (Christy) (série TV) : oncle Bogg
- 1994 : Justice in a Small Town (TV) : Bufford Sloan
- 1994 : The Gift of Love (TV) : Doc Norring
- 1996 : Stolen Memories: Secrets from the Rose Garden (TV) : Doctor
- 1996 : Amour, honneur et trahison (To Love, Honor, and Deceive) (TV) : Officer in Small Town
- 1997 : Close to Danger (TV) : Detective Franklin
- 1997 : Mère avant l'heure (Country Justice) (TV) : Deputy #7
- 1997 : Love-Struck (TV)
- 1998 : The Almost Perfect Bank Robbery (TV) : Tuggle
- 1998 : Mama Flora's Family (TV) : Mr. Anderson
- 1999 : Passing Glory (en) (TV)
- 1999 : L'Affaire Noah Dearborn (The Simple Life of Noah Dearborn) (TV) : Simmons
- 1999 : A Lesson Before Dying (TV) : Sheriff Guidry
- 1999 : Le Prix d'un cœur brisé (The Price of a Broken Heart) (TV) : Gig Graff
- 2000 : The Wilgus Stories (TV) : Delmer Collier
- 2000 : Le Prix du courage (The Runaway) (TV) : Pug Holly
- 2001 : Boycott (TV) : Jack Crenshaw
- 2005 : Warm Springs (TV) : Conductor